# Twist (Protein)
Bei dem Protein Twist handelt es sich um das Genprodukt eines sogenannten Master-Gens. Ein Master-Gen koordiniert die Aktivität anderer Gene, im Rahmen eines zellulären Prozesses.
Twist spielt eine wesentliche Rolle in der frühen embryonalen Entwicklung von vielzelligen Tieren, wo es die Wanderung von bestimmten Zellen im embryonalen Gewebe ermöglicht und leitet (kontrolliert die Epithelial-Mesenchymal Transition während der Gastrulation).
Die Aktivität des Twist-Gens erstreckt sich nur über einen kurzen Zeitraum der embryonalen Entwicklung, im weiteren Verlauf des Lebens wird Twist in gesunden Individuen völlig stillgelegt.
Der Arbeitsgruppe um Robert Weinberg vom Withehead Institute for Biomedical Research gelang der Nachweis, dass durch Reaktivierung des Twist-Gens die Metastasierung von Krebszellen ermöglicht wird.